# San Cebrián de Castro
San Cebrián de Castro – gmina w Hiszpanii, w prowincji Zamora, w Kastylii i León, o powierzchni 66,15 km². W 2011 roku gmina liczyła 284 mieszkańców.